# Basic Element
I Basic Element sono un gruppo musicale eurodance, rap, hip hop svedese, formatosi a metà degli anni '90 e ritornato dal 2005 a produrre nuovi brani.

## Carriera musicale
Il gruppo, proveniente da Malmö, inizialmente era composto dal rapper/cantante Peter Thelenius (Petrus), il tastierista Cesar Zamini, Branko Nuss alla fisarmonica e la cantante Zetma Prembo. In seguito le cantanti furono Saunet Sparrell e Marie Fredriksson (da non confondere con l'omonima cantante dei Roxette). Oggi la band è formata da Peter Thelenius (Petrus), Jonas Wesslander e Andrea Myrander.
Peter Thelenius e Cesar Zamini formarono il gruppo nel 1992, cercando una cantante attraverso l'ufficio di collocamento e trovarono Zetma Prembo. Nel 1993 firmarono un contratto musicale con la EMI Records pubblicando così il loro primo singolo "Move Me". Nel 1994 il loro primo singolo fu seguito da hit come "The Promise Man" che raggiunse la prima posizione nelle classifiche svedesi. Sempre nel 1994 pubblicarono il loro primo album Basic Injection.
Nel 1995 Zetma lascio la band a causa della sua maternità, fu sostituita da Saunet Sparrell e pubblicarono il loro secondo album The Ultimate Ride (che includeva anche i singoli "The Ride" e "The Fiddle"). Peter e Caesar iniziarono ad avere alcune divergenze sul futuro della band e per questo motivo anche Caesar lasciò il gruppo. Peter da allora ha continuato con la stessa band, pubblicando poi anche il loro terzo album Star Tracks che aveva sonorità più simili alla disco music '70. Dopo di questo la band si prese una pausa.
Nel 1997 Peter pubblicò l'album solista Trust Then Pain con il nome Petrus e nel 1998 i Basic Element tornarono con un nuovo album, con la loro sonorità eurodance e con la nuova cantante Marie Fredriksson.
Dal 1999 i due membri della band si presero una lunga pausa dal gruppo Basic Element.
Nel 2005 il gruppo tornò con il remake della loro hit del 1995 "This must be a dream" e con Mathias Olofson come nuovo membro della band. Nel febbraio 2006 pubblicarono un nuovo singolo "Raise the Gain" con delle sonorità leggermente diverse dal loro sound originale.
Il 7 febbraio 2007 pubblicarono l'album che segnava il loro ritorno The Empire Strikes Back. Sempre in questo anno Marie Fredriksson lasciò il gruppo e fu sostituita da Andrea Myrander come cantante e Jonas Wesslander come rapper.

## Discografia

### Album
- Basic Injection (1994)
- The Ultimate Ride (1995)
- Star Tracks (1996)
- Trust Then Pain (1997 Petrus solo album)
- The Earthquake (1998)
- The Empire Strikes Back (2007)
- The Truth (2008)

### Singoli
- Move Me (1993)
- The Promise Man (1993)
- Touch (1994)
- Leave It All Behind (1994)
- The Ride (1995)
- The Fiddle (1995)
- This Must Be A Dream (1995)
- Queen Of Love (1995)
- Shame (1996)
- Rule Your World (1996)
- Heaven Can't Wait Just For Love (1996)
- Rok The World (1998)
- Love 4 Real (1999)
- This Must Be A Dream (re-issue) (2005)
- Raise The Gain (2006)
- I'll Never Let You Know (2006)
- To You (2007)
- Feelings (2008)
- Touch You Right Now (2008)
- The Bitch (2009)
- Got You Screaming (2010)
- Turn Me On (2011)
- Shades (2012)
- Someone Out There (2014)